# Limana
Limana je italská obec v provincii Belluno v oblasti Benátsko.
V roce 2013 zde žilo 5 163 obyvatel.

## Sousední obce
Belluno, Revine Lago (TV), Sedico, Trichiana, Vittorio Veneto (TV)

## Vývoj počtu obyvatel
Zdroj: 